# Де-Пюнт
Де-Пюнт (нід. De Punt) — село в нідерландській провінції Дренте. Входить до муніципалітету Тінарло.
Його площа становить 6,48 км², а населення станом на 2021 рік складало 235 осіб.
Перша згадка про населений пункт датується 1424 роком.

## Галерея

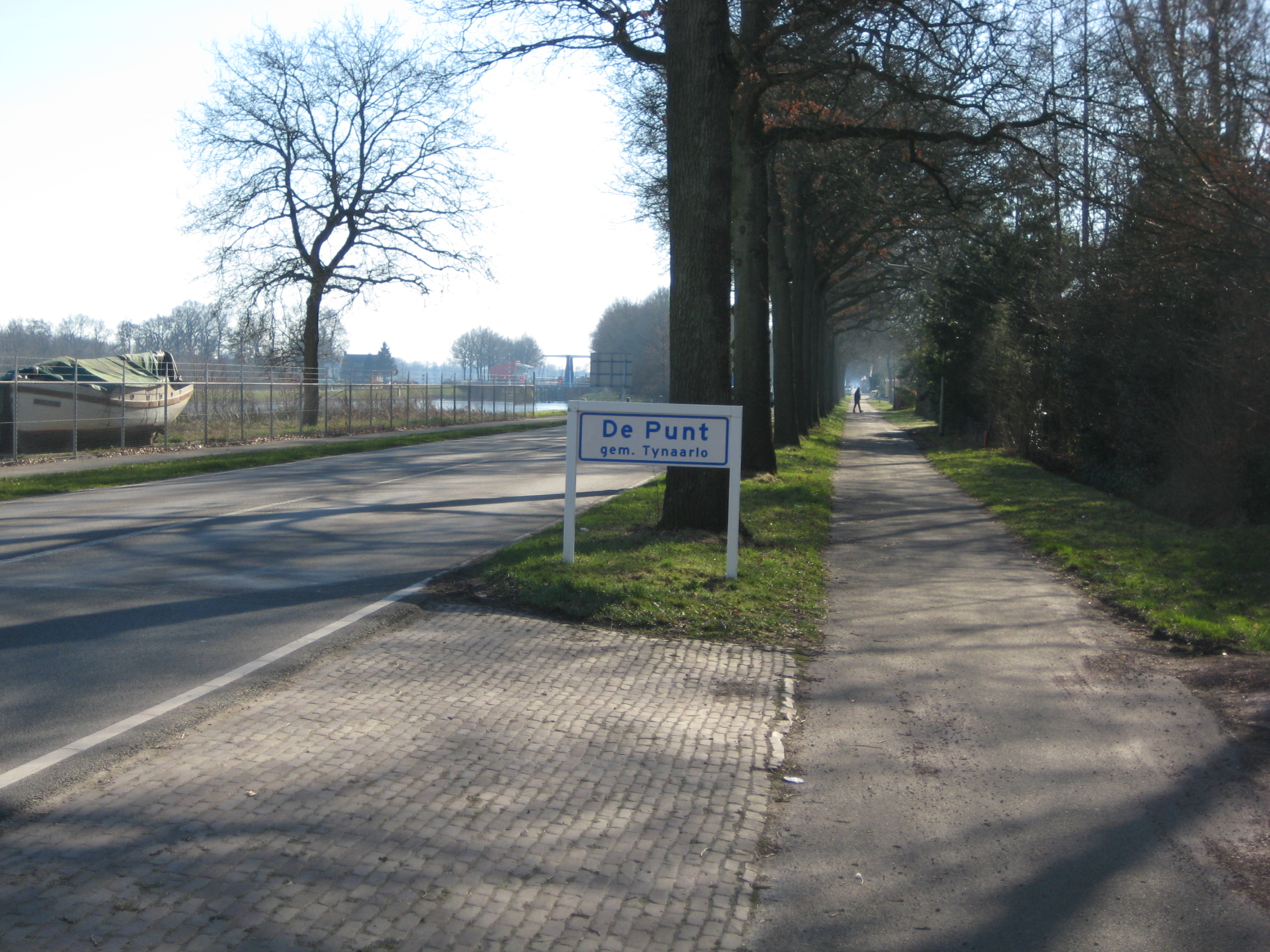
В'їзд до села